# Werner Géza
Werner Kázmér Géza (Werner Kasimir G.) (Pankota, 1900. március 29. – Darmstadt, 1985. január 31.) író, színházi rendező, zeneszerző, Kaufmann Oszkár (1873–1956) építész unokaöccse.

## Életpályája
Werner Miklós (1868–1943) pankotai körorvos és Kaufmann Olga fiaként született. Orvosnak tanult Budapesten, s folyamatban lévő tanulmányai mellett mint segédorvos helyezkedett el az aradi közkórházban. Tizenkilenc évesen részt vett az Eördögh báró című operett megírásában, ami akkora hatást gyakorolt rá, hogy otthagyta kórházi állását és Pestre költözött. Sebestyén Géza színházában lett dramaturg. Innen Berlinbe került, ahol Max Reinhardt mellett tanult rendezést, majd Róbert Jenőnél és a Seltenburg színházaknál működött mint rendező, dramaturg és sajtófőnök. Ezután filmszínészek menedzsere volt, majd egy szerencse folytán bejutott Németország egyik legnagyobb automobilgyárába, a Stoewer-művekhez sajtófőnöknek, ahol egy nagy propagandaosztály vezetésével bízták meg. Ezenkívül a 25 000 példányszámban megjelenő Stoewer Magazin szerkesztését is ő intézte. 1935-ig a német fővárosban élt, azonban a politikai helyzet változása miatt visszatért Budapestre. Itt különböző munkakörökben dolgozott; többek között a Philips Vállalat sajtóreferense volt. 1936 végén a Kontinentális Reklámszövetség igazgatósági tagjává választották. A következő évben megalakult a Magyar Országos Reklámszövetség, melynek főtitkára lett. 1939 januárjában a Reklámszövetség közgyűlésén újból főtitkári kinevezést kapott.
Az 1944-es évet kényszermunkásként, üldözöttként, illegalitásban élte túl. 1948-ban kivándorolt Izraelbe. Ezután Németország lett a végleges letelepedési helye. Darmstadtban élt; részt vett a város irodalmi életében. 1964–1975 között a Hontalan Írók PEN Központja német nyelvterületi csoportjának elnöke volt.
Színdarabokat, operetteket írt. Regényeket, tárcákat, emlékezéseket írt.

## Művei
- A siker receptkönyve (1942)
- Hevrat Ovdim (Tel-Aviv, 1952)
- Geschichte der Histradut (Tel-Aviv, 1953)
- Nie wieder gestern… (regény, Darmstadt, 1970)
- Saat in fremder Erde (antológia; szerkesztette; Darmstadt, 1973)
- Spätlese, Potpourri in Prosa (Darmstadt, 1975)

## Díjai, elismerései
- Johann-Heinrich-Merck Emlékérem